# 54 î.Hr.

## Decese
- dată necunoscută: Gaius Valerius Catullus poet latin (n. 84 î.Hr.)
- dată necunoscută: Aurelia Cotta  (n. 119 î.Hr.)
- august: Iulia Caesaris  (n. 73 î.Hr.)